# Basharat Changue i Canalejo
Basharat Changue i Canalejo, més coneguda com a Basha Changue i informalment com a Basha Changuerra, (Barcelona, 1984) és una activista i política catalana.
Nascuda al districte de Nou Barris de Barcelona, filla de pare guineà i mare cordovesa, va estudiar disseny d'interiors i integració social. En tant que activista antiracista i afrofeminista, és impulsora de la cooperativa AfroFem Koop i membre del grup Comunitat Negra Africana i Afrodescendent a Catalunya. Va arribar a presidir l'organització política Afroféminas. També col·labora en diversos mitjans i ha estat regidora de la Candidatura d'Unitat Popular a l'Ajuntament de Moià.
De cara a les eleccions al Parlament de Catalunya de 2021, va ocupar el 5è lloc de la llista de la CUP-Guanyem per la circumscripció de Barcelona i va resultar electa com a diputada de la tretzena legislatura de la Catalunya autònoma.
El 18 de setembre de 2022, va ser triada per a encapçalar la llista àmplia, de la qual forma part la CUP, de cara a les eleccions municipals de 2023 a Barcelona. En aquestes eleccions municipals la llista de la CUP encapçalada per Basharat es va quedar sense representació.